# Laviron
Pour les articles homonymes, voir Laviron (homonymie).
Laviron est une commune française située dans le département du Doubs, la région culturelle et historique de Franche-Comté et la région administrative Bourgogne-Franche-Comté.

## Géographie

### Climat
Pour des articles plus généraux, voir Climat de la Bourgogne-Franche-Comté et Climat du Doubs.
En 2010, le climat de la commune est de type climat de montagne, selon une étude du Centre national de la recherche scientifique s'appuyant sur une série de données couvrant la période 1971-2000. En 2020, Météo-France publie une typologie des climats de la France métropolitaine dans laquelle la commune est exposée à un climat de montagne ou de marges de montagne et est dans la région climatique  Jura, caractérisée par une forte pluviométrie en toutes saisons (1 000 à 1 500 mm/an), des hivers rigoureux et un ensoleillement médiocre. 
Pour la période 1971-2000, la température annuelle moyenne est de 8 °C, avec une amplitude thermique annuelle de 16,6 °C. Le cumul annuel moyen de précipitations est de 1 394 mm, avec 12,5 jours de précipitations en janvier et 11 jours en juillet. Pour la période 1991-2020, la température moyenne annuelle observée sur la station météorologique de Météo-France la plus proche, « Pierrefontaine », sur la commune de Pierrefontaine-les-Varans à 5 km à vol d'oiseau, est de 8,8 °C et le cumul annuel moyen de précipitations est de 1 376,5 mm. 
La température maximale relevée sur cette station est de 39,3 °C, atteinte le 31 juillet 1983 ; la température minimale est de −31,9 °C, atteinte le 9 janvier 1985,,. 
Les paramètres climatiques de la commune ont été estimés pour le milieu du siècle (2041-2070) selon différents scénarios d'émission de gaz à effet de serre à partir des nouvelles projections climatiques de référence DRIAS-2020. Ils sont consultables sur un site dédié publié par Météo-France en novembre 2022.

## Urbanisme

### Typologie
Au 1er janvier 2024, Laviron est catégorisée commune rurale à habitat dispersé, selon la nouvelle grille communale de densité à 7 niveaux définie par l'Insee en 2022.
Elle est située hors unité urbaine et hors attraction des villes,.

### Occupation des sols
L'occupation des sols de la commune, telle qu'elle ressort de la base de données européenne d’occupation biophysique des sols Corine Land Cover (CLC), est marquée par l'importance des territoires agricoles (65,6 % en 2018), en diminution par rapport à 1990 (66,9 %). La répartition détaillée en 2018 est la suivante : 
prairies (34,1 %), forêts (31,7 %), terres arables (16,9 %), zones agricoles hétérogènes (14,6 %), zones urbanisées (2,1 %), zones humides intérieures (0,5 %). L'évolution de l’occupation des sols de la commune et de ses infrastructures peut être observée sur les différentes représentations cartographiques du territoire : la carte de Cassini (XVIIIe siècle), la carte d'état-major (1820-1866) et les cartes ou photos aériennes de l'IGN pour la période actuelle (1950 à aujourd'hui).

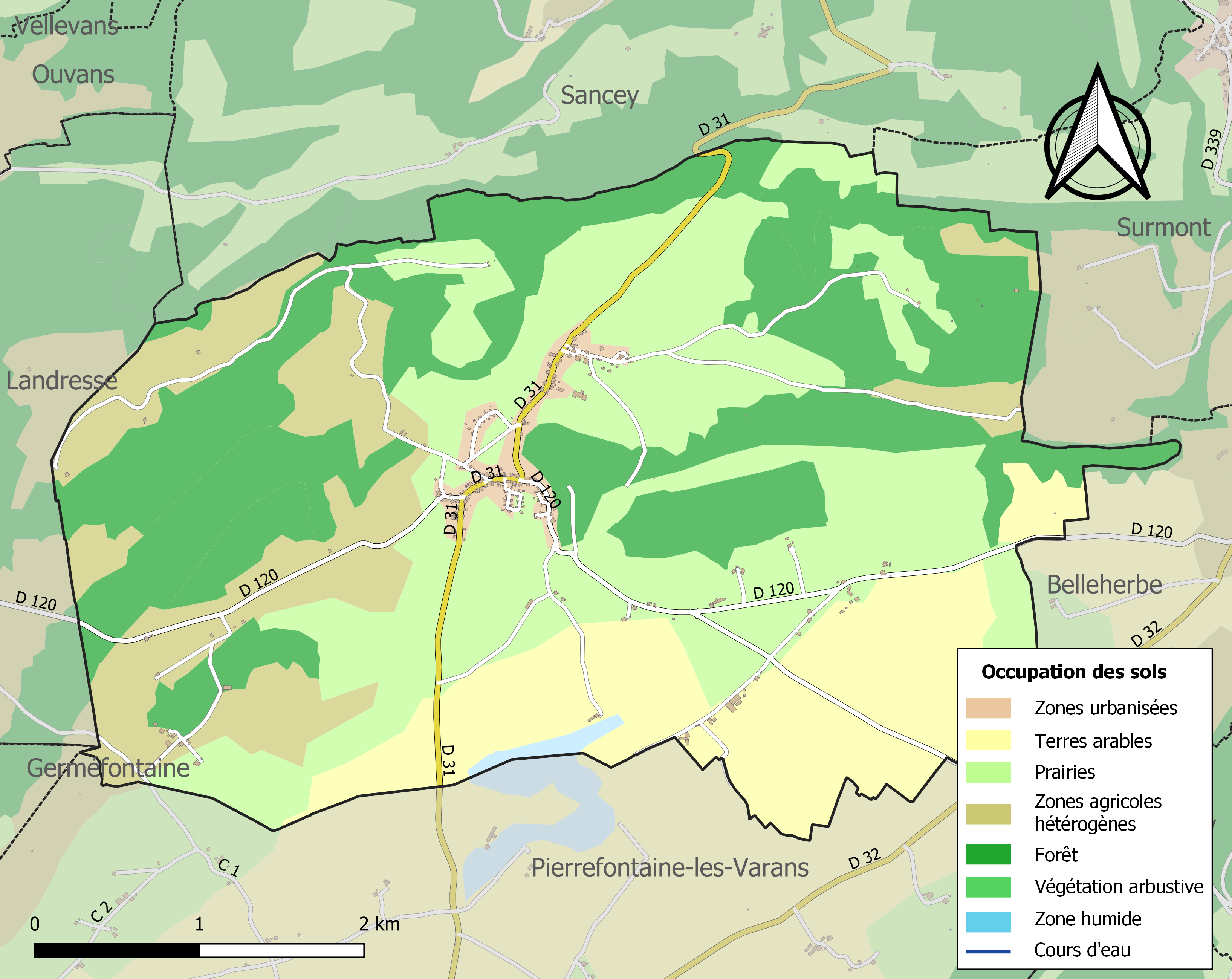
Carte des infrastructures et de l'occupation des sols de la commune en 2018 (CLC).

## Histoire

### Toponymie
Laviron en 1147 ; Lenviron en 1275 ; Laiviron en 1357 ; Livron en 1360 ; Lenviron en 1275 ; Laviron depuis la fin du XIVe siècle.

## Politique et administration

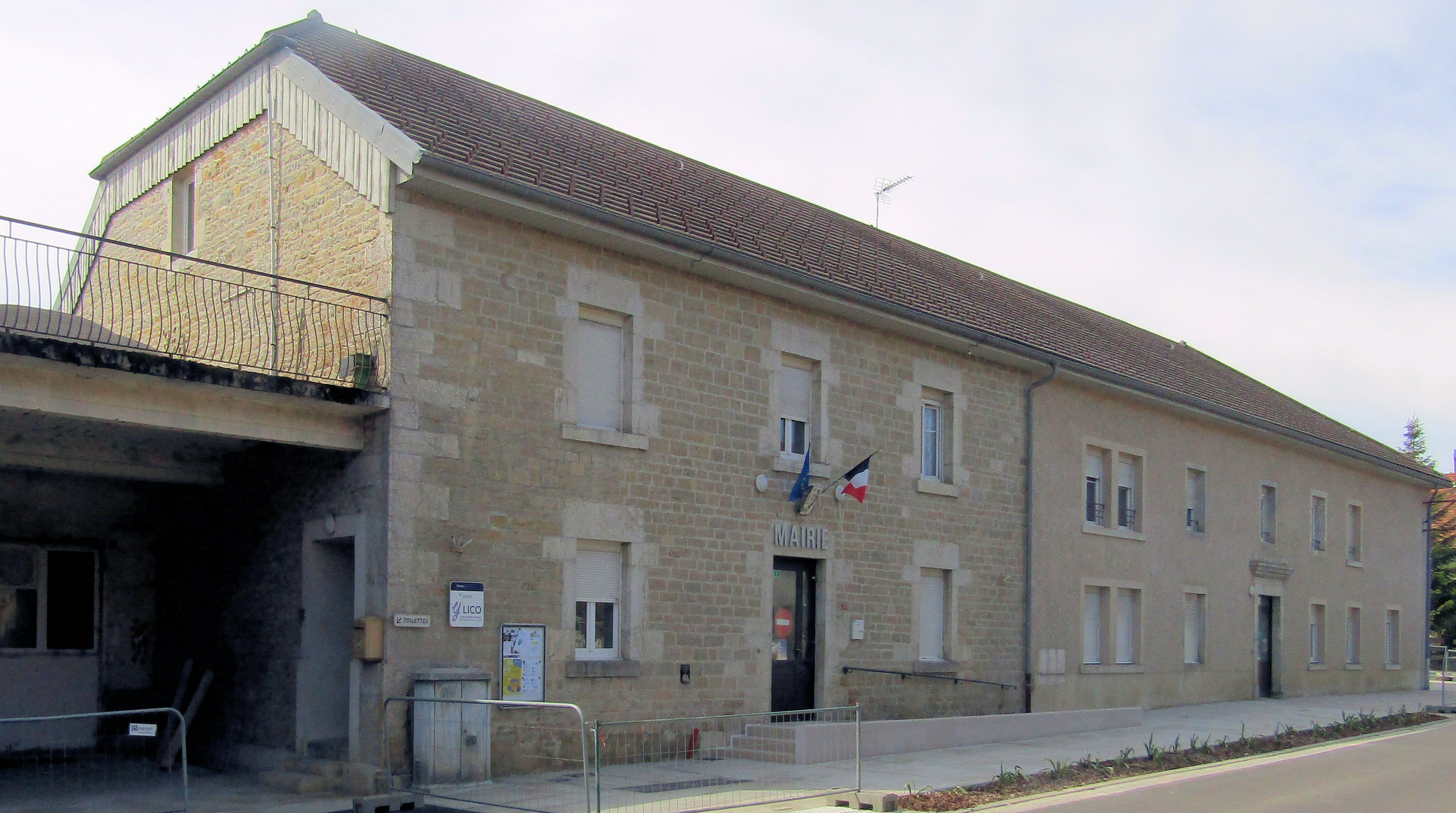
La mairie.

| Période                                  | Période                   | Identité                                       | Étiquette | Qualité     |
| ---------------------------------------- | ------------------------- | ---------------------------------------------- | --------- | ----------- |
| mars 2001                                | 2008                      | Joseph Jacquet                                 |           |             |
| mars 2008                                | En cours (au 31 mai 2020) | Régis Bouchard, Réélu pour le mandat 2020-2026 | MoDem     | Agriculteur |
| Les données manquantes sont à compléter. |                           |                                                |           |             |

## Démographie
L'évolution du nombre d'habitants est connue à travers les recensements de la population effectués dans la commune depuis 1793. Pour les communes de moins de 10 000 habitants, une enquête de recensement portant sur toute la population est réalisée tous les cinq ans, les populations de référence des années intermédiaires étant quant à elles estimées par interpolation ou extrapolation. Pour la commune, le premier recensement exhaustif entrant dans le cadre du nouveau dispositif a été réalisé en 2005.

En 2022, la commune comptait 352 habitants, en évolution de +5,39 % par rapport à 2016 (Doubs : +1,88 %, France hors Mayotte : +2,11 %).
| 1793 | 1800 | 1806 | 1821 | 1831 | 1836 | 1841 | 1846 | 1851 |
| ---- | ---- | ---- | ---- | ---- | ---- | ---- | ---- | ---- |
| 650  | 626  | 703  | 688  | 712  | 717  | 710  | 748  | 754  |

| 1856 | 1861 | 1866 | 1872 | 1876 | 1881 | 1886 | 1891 | 1896 |
| ---- | ---- | ---- | ---- | ---- | ---- | ---- | ---- | ---- |
| 708  | 690  | 708  | 660  | 663  | 641  | 644  | 639  | 570  |

| 1901 | 1906 | 1911 | 1921 | 1926 | 1931 | 1936 | 1946 | 1954 |
| ---- | ---- | ---- | ---- | ---- | ---- | ---- | ---- | ---- |
| 561  | 557  | 545  | 525  | 521  | 550  | 534  | 512  | 508  |

| 1962 | 1968 | 1975 | 1982 | 1990 | 1999 | 2005 | 2006 | 2010 |
| ---- | ---- | ---- | ---- | ---- | ---- | ---- | ---- | ---- |
| 487  | 475  | 415  | 380  | 347  | 331  | 328  | 328  | 354  |

| 2015 | 2020 | 2022 | - | - | - | - | - | - |
| ---- | ---- | ---- | - | - | - | - | - | - |
| 335  | 347  | 352  | - | - | - | - | - | - |

## Économie

### Tourisme
Un gîte peut accueillir une dizaine de personnes.

## Culture et festivités
De nombreuses activités sont organisées telle la fête nommée fête 1900 ou fête champêtre, un repas pour les anciens chaque année ou les enfants de la maternelle au primaire viennent chanter des chants de noël.
| Blason de Laviron. | Les armes de la commune se blasonnent ainsi : D'or à la fasce d'azur, à la cotice de sable brochant sur le tout. |

## Lieux et monuments
- Église de la Sainte-Trinité. La communauté possédait probablement une église dès le XIIe siècle, dépendant du prieuré de Lanthenans, mais ne devint paroisse qu'au XIVe siècle. L'édifice subit d'importantes transformations au XVIIIe siècle mais restait « basse et comme enfoncée dans la terre, ce qui la rendait humide et malsaine ». Jugée trop petite dès 1807, elle fut presque entièrement reconstruite de 1859 à 1863, selon les plans de l'architecte Painxhaux. Une inscription rappelle que l'abbé Huot, né à Laviron le 13 octobre 1750, vicaire en chef à la Grange, fut emprisonné à Saint-Hippolyte, puis fusillé à Besançon le 8 octobre 1793[13].
- Le Peu - Colline dominant le village (Altitude: 859 m) . Panorama sur 270 degrés. Plaine haute-saonoise, Vosges, Forêt Noire, Alpes suisses, Mont-Blanc, Ligne de crêtes du Jura, Mont-Poupet (2 tables de.orientation)
- Les fontaines

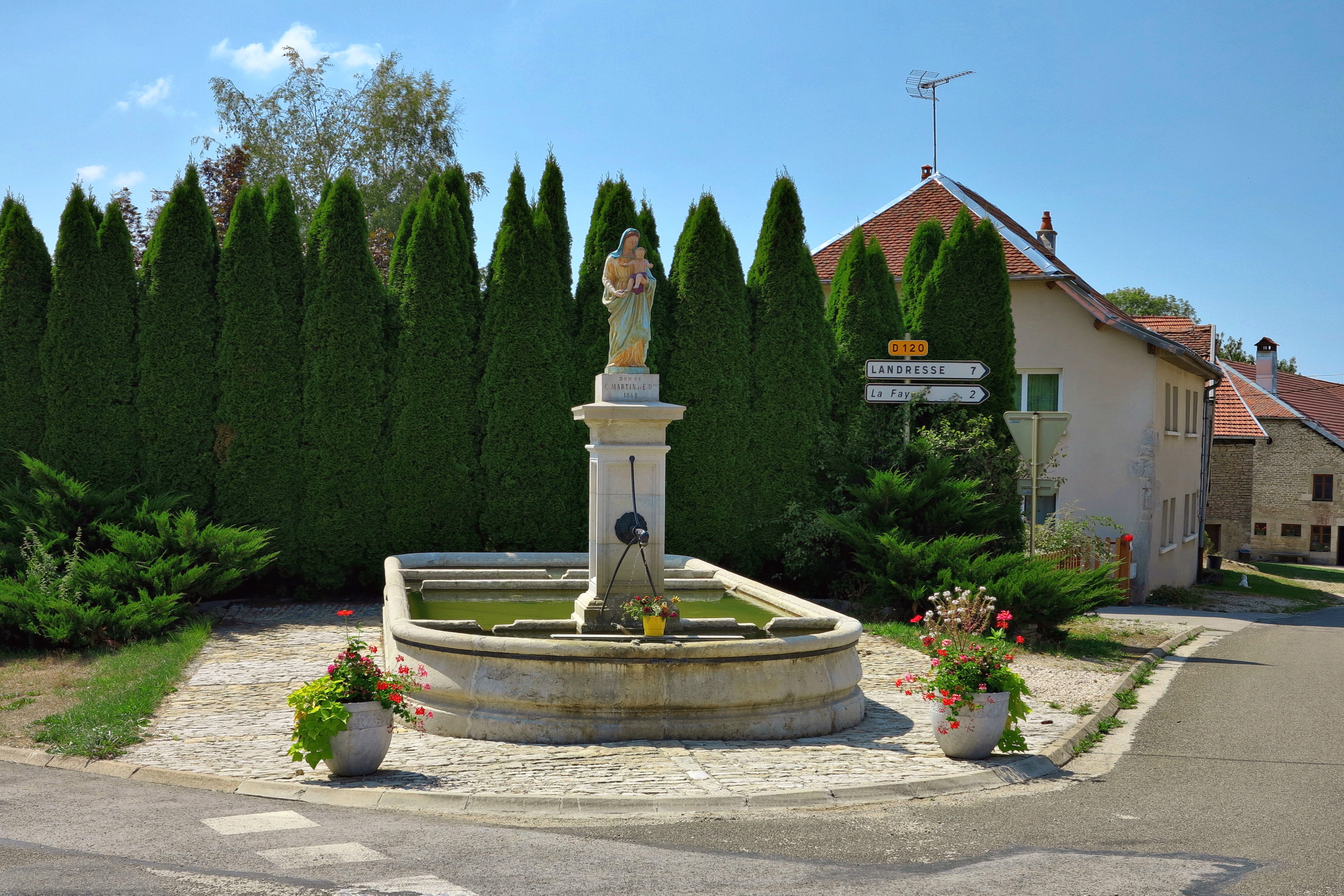
La fontaine de la Vierge à l'enfant.
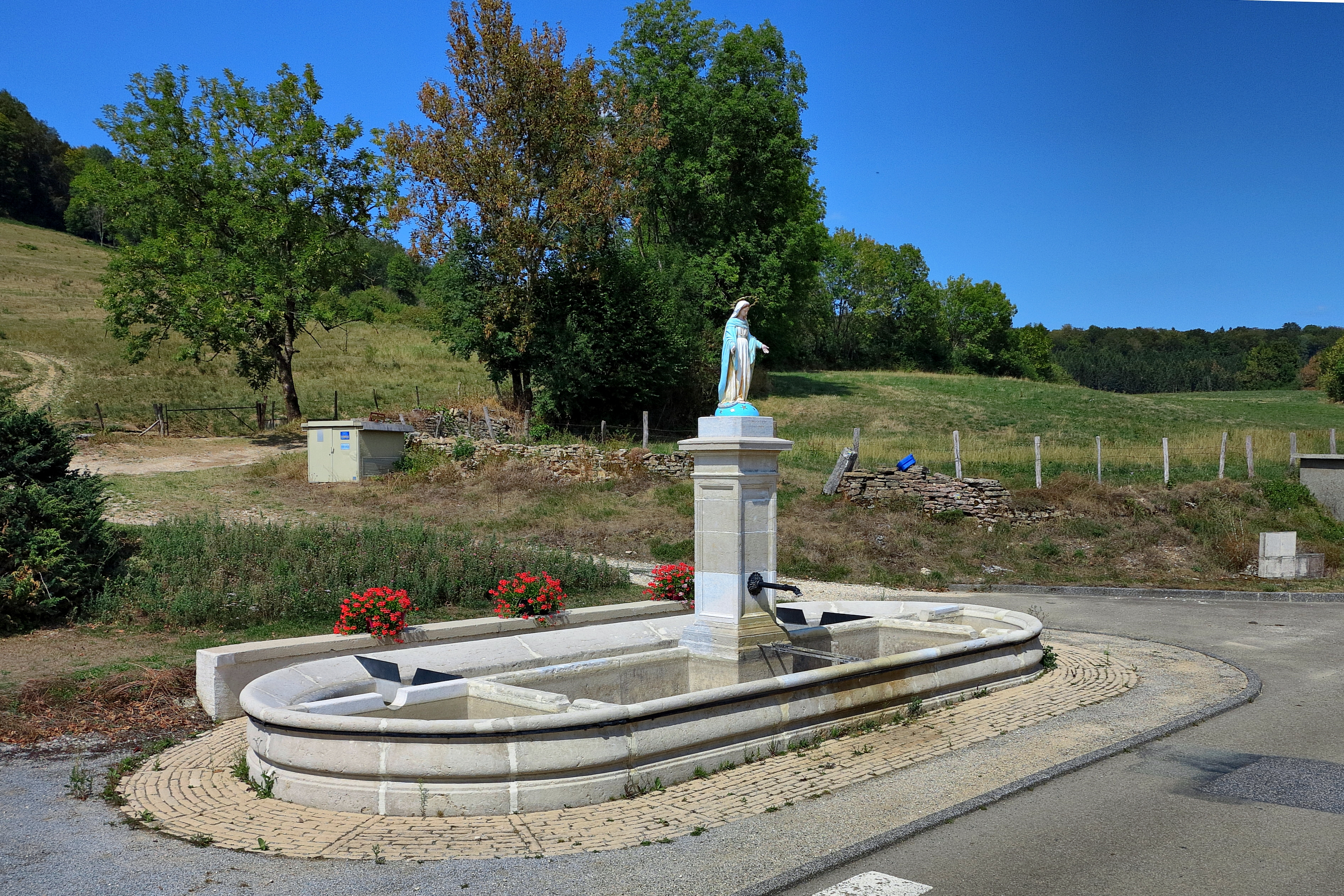
La fontaine de la Vierge.
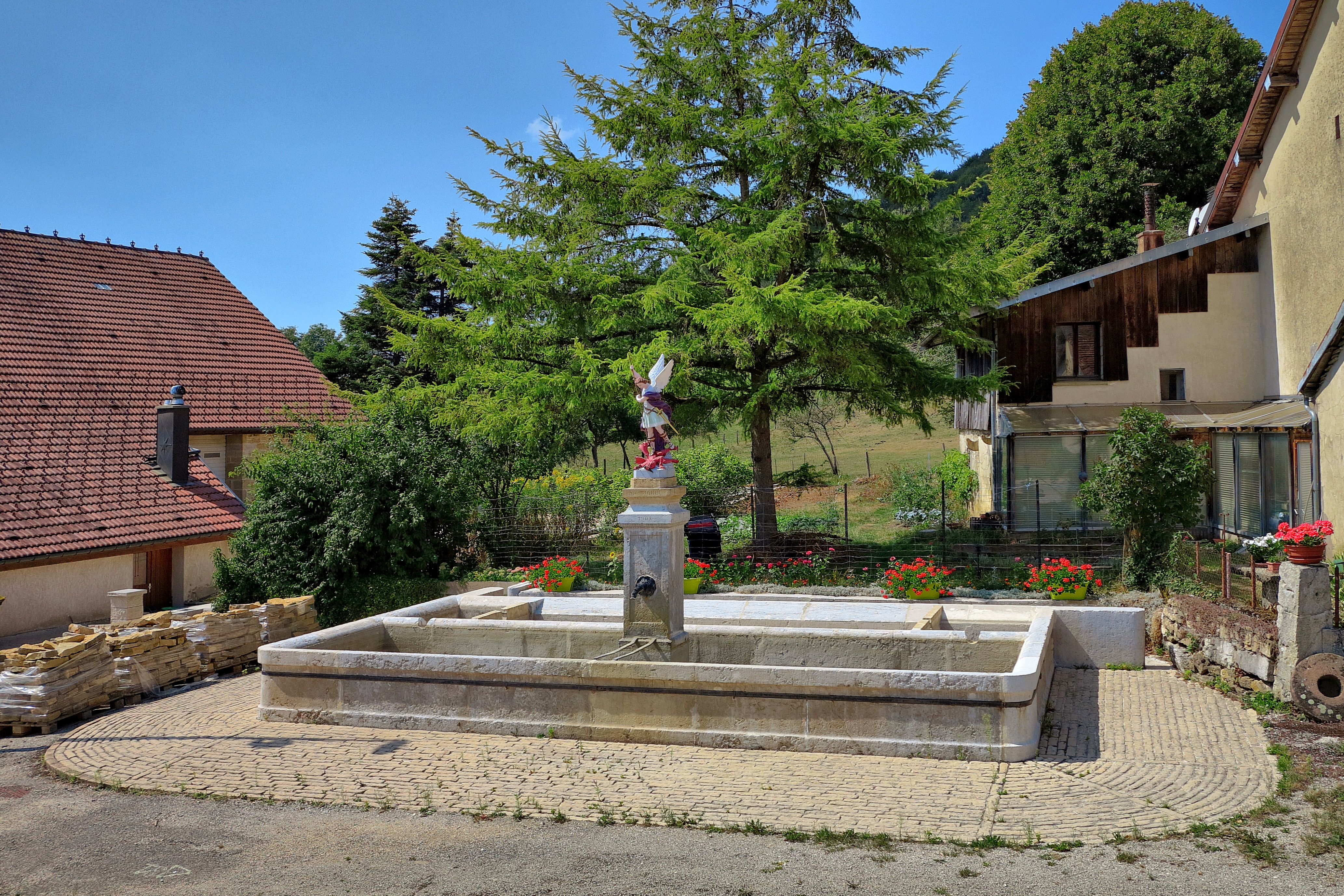
La fontaine St Michel.
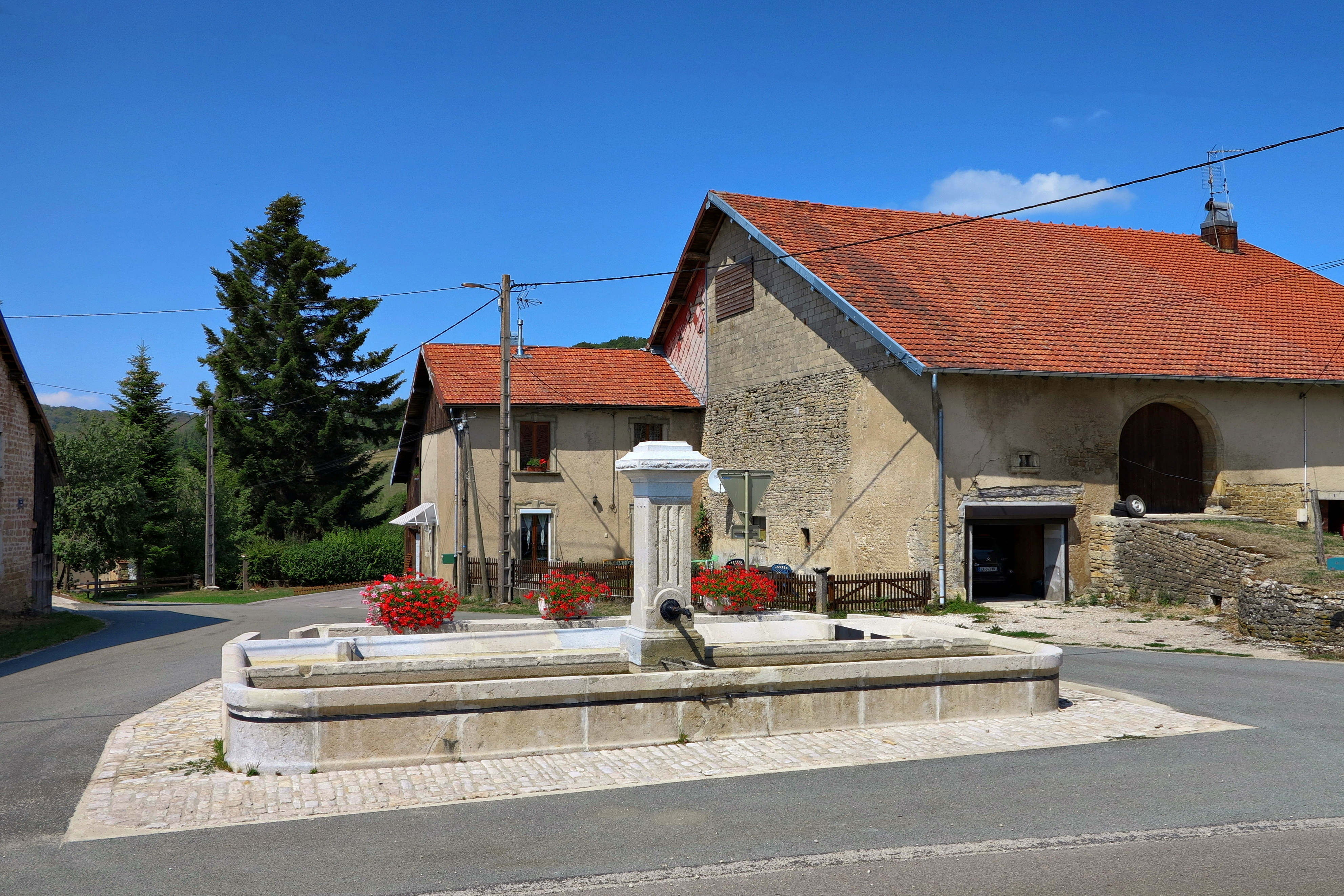
La fontaine à la pile de jet cannelée.
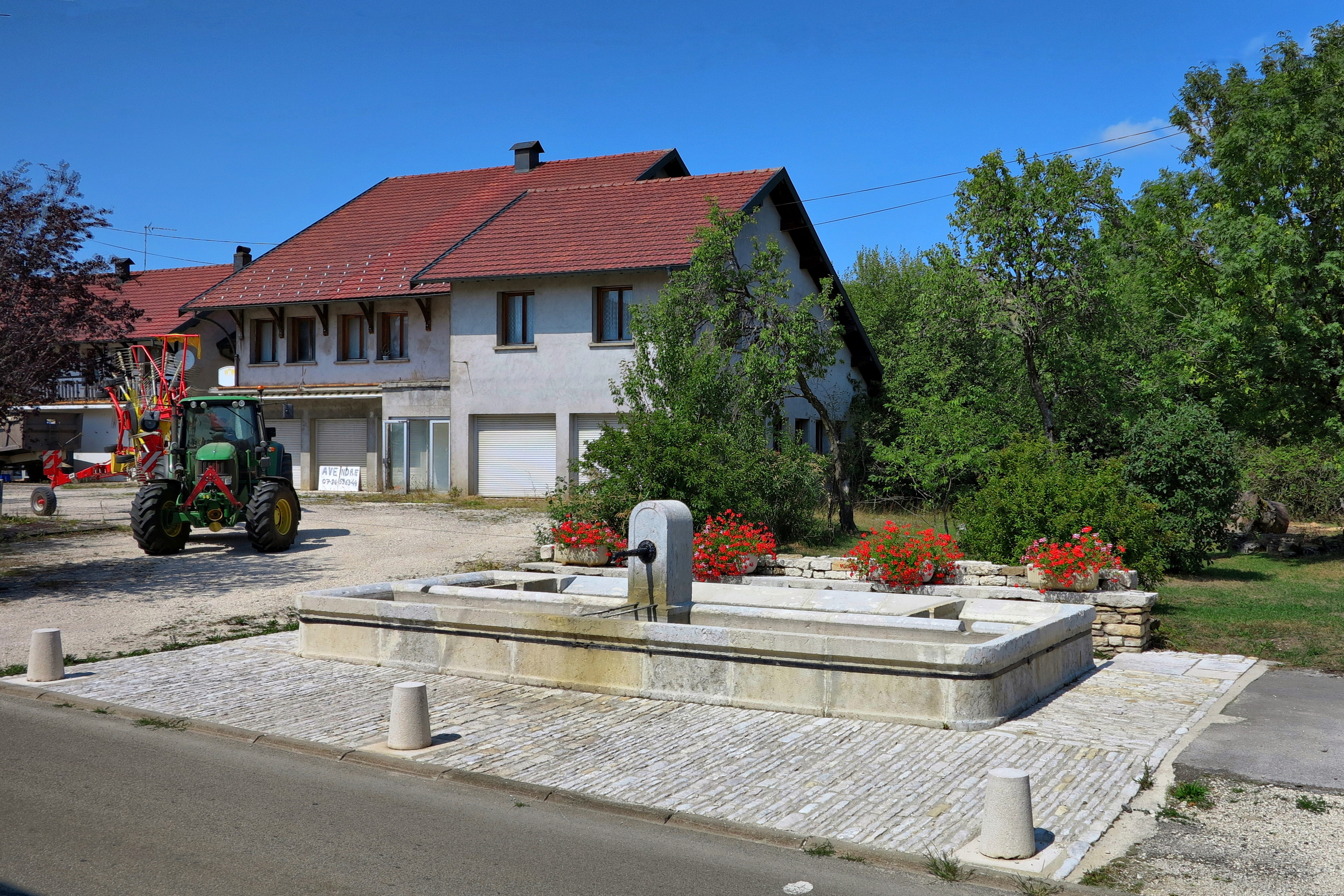
La fontaine à la pile de jet simple.

## Personnalités liées à la commune
- Joseph Cucherousset, ancien évêque de Bangui (République centrafricaine), y est né en 1907.
- Raoul Magrin-Vernerey dit " Monclar, officier des  Forces françaises libres, gouverneur des Invalides de 1962 à 1964. Sa famille est originaire du village ; il y passait ses vacances quand il était élève à Ornans. La rue principale du village porte son nom.